# بالاشیخا
شهر بالاشیخا (به روسی: Балашиха) در کشور روسیه و در اوبلاست مسکو واقع شده‌است.